# 大塩綾子
 大塩 綾子（おおしお あやこ、1995年11月1日 - ）は、新潟放送 (BSN) のアナウンサー、元ラジオディレクター。

## 来歴・人物
新潟県西蒲原郡吉田町（現在の燕市）出身。燕市立吉田中学校、新潟県立新潟商業高等学校、新潟大学教育学部健康スポーツ科学課程卒業。大学在学中に保健体育科の教育実習を経験した。
2018年新潟放送にラジオディレクターとして入社。入社理由はBSNが剣道の公式大会を主催している県内唯一の企業であったことと、大学で健康スポーツ科学課程を学んでいたので、「健康」について発信したいと思ったからためである。「近藤丈靖のごきげんアワー」や「マエカブナカシズカ」のADを担当した。2020年春の人事異動にてアナウンス部へ異動。
剣道を6歳から始め、中学3年の時に県大会、北信越大会団体戦準優勝。高校時代に1年生から団体戦の登録メンバー入り。2年生の時に新潟で行われた全国高校総体団体戦で3位。2、3年生と少年女子県選抜メンバー入りし、国民体育大会2年連続3位。全国高校総体団体戦3位。

## 現在の出演番組
テレビ
- BSN NEWS ゆうなび　スポなびっ(月) → 月〜木　メインキャスター
- BSN NEWS

ラジオ
- 高橋なんぐの金曜天国　アシスタント　2022年1月 -
- BSN NEWS
- 新潟日報ニュース

## 過去の出演番組
テレビ
ラジオ
- 志田愛佳のLuna×Mona